# Heidenheim, Weißenburg-Gunzenhausen
Heidenheim là một đô thị ở huyện Weißenburg-Gunzenhausen, bang Bayern, Đức.